# 武田茂
武田 茂（たけだ しげる）は、山形県米沢市の米沢武田家の当主。

## 人物
本来、「信茂」と名付けられる予定だったが、「名前に“信”があると早死にすることが多い」という母の願いで、「茂」の1文字になったと本人が語っている。また、武田家伝来の刀を「軍刀」に改造して第二次大戦に出征し、捕虜になる直前に、米軍に奪われることを避けるために、南方の地に埋めたとのこと。
茂所有となっていた祖武田信清の墓所は、1953年2月13日に山形県の指定文化財（史跡）に指定された｡

## 系譜
- 父：武田信一
- 母：
  - 子：武田昌信（高家武田家の当主とは別人）